# Sant'Apollonia
Sant'Apollonia var en kyrkobyggnad i Rom, helgad åt den heliga Apollonia, som led martyrdöden i Alexandria genom att få samtliga tänder utdragna med tänger och därefter brännas på bål. Kyrkan var belägen vid Piazza di Sant'Apollonia i Rione Trastevere. 

## Kyrkans historia
På platsen grundades 1582 en kyrka och ett kloster för nunnor som levde i enlighet med Franciskus tredje orden. Nunnorna förfogade även över den lilla kyrkan San Cristoforo, som dock snart kom att rivas. 
År 1798, i samband med den franska ockupationen, nyttjades klosterbyggnaden som kasern. Senare förvärvades klosterkomplexet av markisinnan Andosilla som ämnade donera det till Jesu Heliga Hjärtas kongregation. Kongregationen bedömde dock komplexet som för litet för sina behov. Klostret exproprierades 1873 av den italienska staten och 1888 revs kyrkan Sant'Apollonia och ersattes med en bostadsfastighet.
Över kyrkans ingångsport satt det en fresk föreställande den heliga Apollonia. Interiören hade ett högaltare och fyra sidoaltaren, två på var sida. Ett av altarna var invigt åt den Obefläckade Avlelsen, ett annat åt den helige Kristoffer.

## Konstverk i urval
- Den heliga Apollonia med de heliga Franciskus och Klara (högaltarmålning)

## Bilder

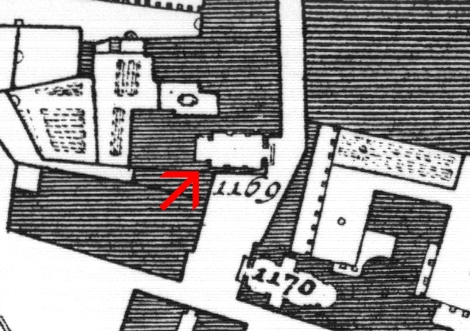
Sant'Apollonia (nummer 1169 vid den röda pilen) på Giovanni Battista Nollis Rom-karta från 1748. Nummer 1170 anger kyrkan Santa Margherita.
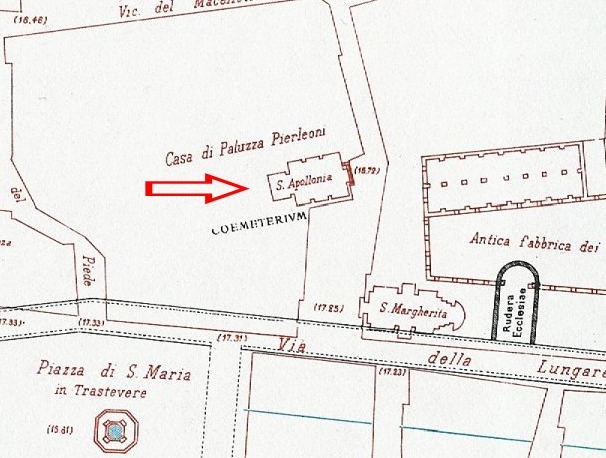
Sant'Apollonia (vid den röda pilen) på Rodolfo Lancianis Rom-karta från 1893–1901.
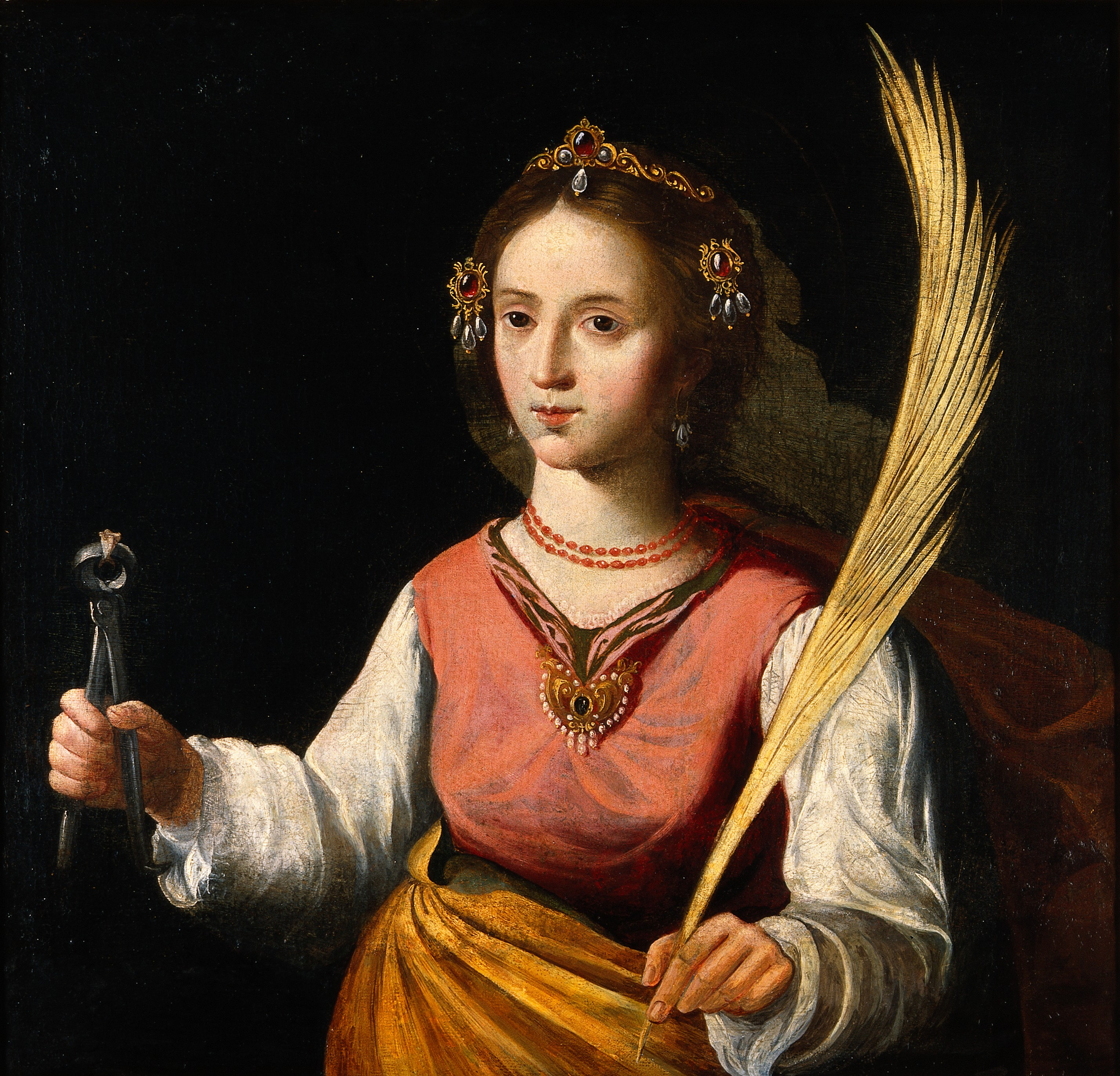
Den heliga Apollonia.